# Juan Forn
Juan Forn (Buenos Aires, 5 novembre 1959 – Mar de las Pampas, 20 giugno 2021) è stato uno scrittore e traduttore argentino.

## Biografia
La sua anglofilia fu determinata dalla nonna, nata in Gran Bretagna, e da un vicino che gli prestò vari libri in inglese durante la sua adolescenza. Tutte le traduzioni che eseguì furono dall'inglese.
Nel 1979 pubblicò il suo primo libro di poesia, però si rese presto conto che non era il suo genere. Viaggiò in Europa e di ritorno cominciò a lavorare come editore, inizialmente per la casa editrice Emecé e successivamente per Pianeta (fino al 1995).
Nel 1994 fu invitato dal Woodrow Wilson International Center (Washington DC) per terminare il suo romanzo Frivolidad, che è stato pubblicato nel 1995. Successivamente pubblicò Tutte bugie.

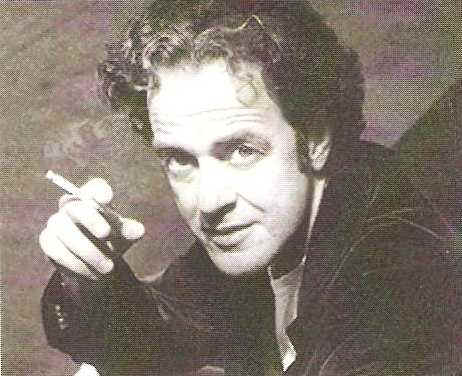
Juan Forn

Nel 1996 creò il fascicolo culturale Radar Libri del quotidiano argentino Página/12, che diresse fino al 2002. Quell'anno una pancreatite lo fece rischiare la morte. I medici lo avvertirono che doveva fermarsi e per questo motivo andò a vivere a Villa Gesell, località costiera a 300 chilometri da Buenos Aires, dove risiede anche oggi.
A partire dal 2008 realizzò una rubrica settimanale, che venne pubblicata ogni venerdì nel retro di Página/12.
Nel 2007 ottenne il Premio Konex di Platino in Giornalismo Letterario, conferito dalla Fondazione Konex, e nel 2017 il Diploma di Merito dello stesso premio.
È morto il 20 giugno 2021 a causa di un infarto.